# Contea di Johnson (Indiana)
La contea di Johnson (in inglese Johnson County) è una contea dello Stato dell'Indiana, negli Stati Uniti. La popolazione al censimento del 2000 era di 115 209 abitanti. Il capoluogo di contea è Franklin.